# Liste von Persönlichkeiten der Stadt Quakenbrück
In dieser Liste der Persönlichkeiten der Stadt Quakenbrück sind bekannte Söhne und Töchter der Stadt sowie Persönlichkeiten aufgeführt, die im Ort gewirkt haben. Über die Ehrenbürgerschaften gibt der Hauptartikel über die Stadt Quakenbrück Aufschluss.

## Söhne und Töchter der Stadt
- Bernhard von Smerten (ca. 1500–ca. 1563), Mitglied des Livländischen Ordens, Komtur der Ordensburg Fellin und letzter Landvogt von Jerwen
- Hermann Bonnus (1504–1548), Reformator
- Thomas Simon Jöllemann (* 1670), Bildhauer des Barock
- Cornelius Dietrich Koch (1676–1724), Professor für Logik und Metaphysik in Helmstedt[1]
- Heinrich Wilhelm Eckmann (1712–1777), Orgelbauer
- Dietrich Hermann Hegewisch (1740–1812), Historiker
- Christian Matthias Schröder (1742–1821), hanseatischer Kaufmann und von 1816 bis 1821 Bürgermeister von Hamburg
- Wilhelm Eilert Schmid (1791–1856), Orgelbauer
- Johann Helfrich Adami (1792–1864), Kaufmann und Bremer Senator
- Gustav de Ruyter (1862–1919), Chirurg in Berlin
- Wilhelm André (1827–1903), Jurist und Politiker, erster Oberbürgermeister der Stadt Chemnitz
- Hermann Brandi (1837–1914), Gymnasiallehrer und Schulreformer
- Hermann Eichmeyer (1864–1928), Industrieller
- Adolf Beythien (1867–1949), Lebensmittelchemiker und Hochschullehrer
- Heinrich Beythien (1873–1952), Wirtschaftsfunktionär und Politiker, Reichstagsabgeordneter; 1936 aus der NSDAP ausgeschlossen
- Wilhelm Martin (1876–1954), Kunsthistoriker, 1909–1945 Direktor des Mauritshuis, Den Haag, Professor für Kunstgeschichte an der Universität Leiden
- Theodor Bindel (1879–1927), Kolonialinspektor
- Gustav Engel (1893–1989), Historiker
- Hans Bode (1895–1980), Trompeter
- Karl Möller (1919–1993), CDU-Politiker und Niedersächsischer Minister für Wirtschaft und Verkehr (1965–70)
- Theo Persson (1921–1992), Fußballspieler
- Enno Patalas (1929–2018), Filmhistoriker und -kritiker
- Helmut Berding (1930–2019), Historiker
- Hans Röhrs (* 1932), Bergingenieur und Bergbauhistoriker
- Heinrich Böning (* 1939), Heimatforscher und Sachbuchautor
- Jürgen Bosse (1939–2024), Theater- und Opernregisseur
- Rudolf Schwarte (1939–2021), Professor für Nachrichtentechnik und Leiter des Instituts für Nachrichtenverarbeitung (INV) an der Universität Siegen
- Hartmuth Wrocklage (* 1939), Jurist und Politiker
- Klaus Jancke (* 1940), Konteradmiral
- Willi Lindhorst (* 1941), Politiker (CDU)
- Uwe Bartels (* 1946), SPD-Politiker und Bürgermeister von Vechta
- Hans Eveslage (* 1947), CDU-Politiker
- Ulrike Rodust (* 1949), SPD-Politikerin
- Armin Conrad (* 1950), Diplom-Volkswirt und als Journalist, Reporter und Moderator tätig; seit 1995 Co-Redaktionsleiter von Kulturzeit bei 3sat
- Rainer Glatz (* 1951), General der Bundeswehr
- Reinhold Jaretzky (* 1952), Autor, Regisseur und Filmproduzent
- Wolfgang Meyer-Hesemann (* 1952), Fotograf und Politiker, Staatssekretär in Nordrhein-Westfalen und in Schleswig-Holstein
- Felix Bernard (* 1955), katholischer Theologe
- Stephan Braese (* 1961), Germanist[2]
- Lisa Ortgies (* 1966), Fernsehmoderatorin
- Jörg-Uwe Klütz (* 1968), Fußballspieler und -trainer
- Justus Haucap (* 1969), Ökonom
- Andreas Heil (* 1969), Philologe
- Christian Brand (* 1972), Fußballspieler
- Lena Ansmann (* 1985), Gesundheitswissenschaftlerin
- Cinta Laura (* 1993), bürgerlicher Name Cinta Laura Kiehl, deutsch-indonesische Schauspielerin, Sängerin und Model

## Persönlichkeiten, die im Ort gewirkt haben
- Karl Allöder (1898–1981), Bildhauer, Maler und Geigenbauer aus Badbergen. Ihm hat die Stadt eine Reihe von Kunstwerken zu verdanken.
- Lubbert Diedrich Bahlmann (1710–1786), Zinngießer
- Wilhelm Bendow (1884–1950), Schauspieler, war 1905/06 Schüler des Realgymnasiums.
- Diedrich Bockstöver (1700–1788), Silberschmied
- Rudolf Bosenius (1888–1960), Flieger
- Carl Brandenburg (1834–1902), Jurist, Politiker, Abgeordneter des Reichstags und des Preußischen Abgeordnetenhauses, der 1863–1886 am Amtsgericht Quakenbrück tätig war.
- Ludwig Brill (1838–1886), lyrisch-epischer Dichter, war Oberlehrer am Realgymnasium.
- Heinrich Buddenberg (1876–1949), Verleger und Leiter des Bersenbrückers Kreisblatts sowie später des Zeitungsverlags Voigtländer Nachf. in Bad Kreuznach
- Michael Bürgel (* 1964), Politiker (SPD) und Samtgemeindebürgermeister des Artlands
- Vitus Büscher (1602–1666), Superintendent in Quakenbrück und dort der erste feste evangelische Pfarrer nach der Zeit der Glaubenskämpfe.
- Herbert Clauß (1907–2005), Volkskundler und Heimatforscher.
- Holger Czukay (1938–2017), Musiker, wurde als Bandmitglied von Can international bekannt, war Musiklehrer am Artland-Gymnasium in Quakenbrück.
- Friedrich Ebert (1871–1925), Politiker (SPD) und Reichspräsident, arbeitete im Frühjahr 1891 in Quakenbrück als Sattlergeselle.
- Theodor Gessner (1830–1884), Gymnasialdirektor.
- Bob Giddens, Produzent der Deutsch-Amerikanische Freundschaft, gründete die Cliff Barnes and the Fear of Winning in Quakenbrück.
- Raimund Girke (1930–2002), Maler.
- Ernst von Hammerstein-Loxten, Jurist und Politiker, Ehrenbürger von Quakenbrück.
- Otto Hugo (1878–1942), Politiker und Lobbyist.
- Axel Jarchow (* 1989), Basketballspieler.
- Hans-Jochen Jaschke (1941–2023), Weihbischof des römisch-katholischen Erzbistums Hamburg, war von 1983 bis 1989 Pfarrer in Quakenbrück
- Hermann Kemper  (1892–1977), Ingenieur und der Erfinder der Magnetschwebebahn.
- Klaus von Klitzing (* 1943), Nobelpreisträger 1985 für Physik zum Thema Quanten-Hall-Effekt, legte 1962 sein Abitur in Quakenbrück ab. Nach ihm ist eine Straße der Stadt benannt.
- Günter Kollmann (* 1948), Unternehmer in Quakenbrück und ehemaliger Basketball-Bundesligaspieler.
- Walter Koste (1912–2007), Lehrer an der Realschule Artland in Quakenbrück, Zoologe und Hydrobiologe.
- Otto Kynast (1892–1963), war ein deutscher Unternehmer und Fahrradfabrikant in Quakenbrück.
- Heinz Lilienthal (1927–2006), war ein für den Kirchenbau der Nachkriegsjahre wegweisender Glasmaler, der Fenster für die Kirchen St. Petrus und St. Sylvester in Quakenbrück schuf.
- Andreas Maurer (* 1970), Lokalpolitiker und verurteilter Wahlfälscher
- Gustav Möllmann (1851–1919), Apotheker und Botaniker
- Wilhelm Penseler (1873–1956), Konsul, nach ihm ist der Konsul-Penseler-Preis benannt, der jährlich am Artland-Gymnasium verliehen wird[3].
- Claus Peter Poppe (* 1948), Politiker und Mitglied des Niedersächsischen Landtags, der von 1995 bis 2003 Schulleiter des Artland-Gymnasiums in Quakenbrück war.
- Hans-Gert Pöttering (* 1945), CDU-Politiker und Präsident des Europäischen Parlaments, ist Absolvent des Artland-Gymnasiums.
- Georg Rudorf (1868–1948), genannt „Ackerdoktor“, Landwirtschaftsrat, Direktor der Quakenbrücker Ackerbauschule; reformierte die Landwirtschaft im Artland.
- Eckhard Schiffer (* 1944), ist Chefarzt und analytisch orientierter Psychotherapeut am Krankenhaus Quakenbrück und Autor zahlreicher Bücher.
- Joachim Sobotta (1932–2017), Jurist und Journalist.
- Peter Urban (* 1948), Journalist und Radiomoderator, in Quakenbrück aufgewachsen
- Michael Wobbe (* 1972, nach Adoption in Quakenbrück aufgewachsen) ehemaliger V-Mann in der Neonaziszene, Herausgeber eines internationalen Magazins (OBTAINER WORLDWIDE)
- Isaiah Hartenstein (* 1998), aufgewachsen in Quakenbrück und aktiver Basketballspieler in der NBA.

## Ehrenbürger
Als erster nachgewiesener Ehrenbürger der Stadt erhielt Ernst von Hammerstein-Loxten am 27. Januar 1889 seinen Ehrenbürgerbrief im Quakenbrücker Rathaus ausgehändigt.
Er soll mindestens zwei Vorgänger gehabt haben, über die die Quellenlage jedoch unzureichend ist. Zum einen soll der Franziskanerpater Rupertus Bornemann 1839 aufgrund seines „Bestrebens mit den Frieden zwischen den Konfessionen“ zum Ehrenbürger ernannt worden sein. Eine entsprechende Urkunde wird in den Archivakten der Stadt genannt, ist aber nicht vorhanden. Pater Bornemann war der letzte Franziskanerpater in Quakenbrück, nach seinem Tod 1845 setzte die Reihe der Weltgeistlichen mit Pfarrer Bernhard Diepenbrock ein.
Im Allgemeinen Anzeiger Quakenbrück vom 9. September 1876 wird über die Verleihung der Ehrenbürgerschaft an den oldenburgischen Staatsminister Karl Heinrich Ernst von Berg berichtet, der seinerzeit sein 25-jähriges Dienstjubiläum beging. Es ist zu vermuten, dass ihm die Ehrenbürgerschaft aufgrund seiner Verdienste um das Zustandekommen der 1875 eingeweihten Eisenbahnstrecke von Oldenburg nach Quakenbrück verliehen wurde. Aber weder in Quakenbrück noch im Staatsarchiv Oldenburg sind weitere Hinweise auf diese Verleihung erhalten.
Am 22. September 1904 wurde der Realgymnasialdirektor August Fastenrath (1844–1908) aufgrund seiner 34-jährigen Arbeit in Quakenbrück mit der Ehrenbürgerwürde bedacht, am 24. Mai 1913 wurde der Kaufmann und Senator Bernhard Friedrich Rohde (1840–1917) dritter Ehrenbürger.
Erst 50 Jahre später ernannte die Stadt zwei weitere Ehrenbürger: 1965 den Baumeister, Bürgermeister und Stadtverordneten Josef Vonier (1883–1979), der auch erster mit dem Bundesverdienstkreuz ausgezeichneter Quakenbrücker Bürger war und Malermeister Theodor Macke (1881–1972) wegen ihres „jahrzehntelangen Wirkens zum Wohl“ der Stadt.
Der erste gebürtige Quakenbrücker, dem am 25. März 1979 das Ehrenbürgerrecht zugesprochen wurde, war der Zimmermeister und niedersächsische Landesminister Karl Möller.

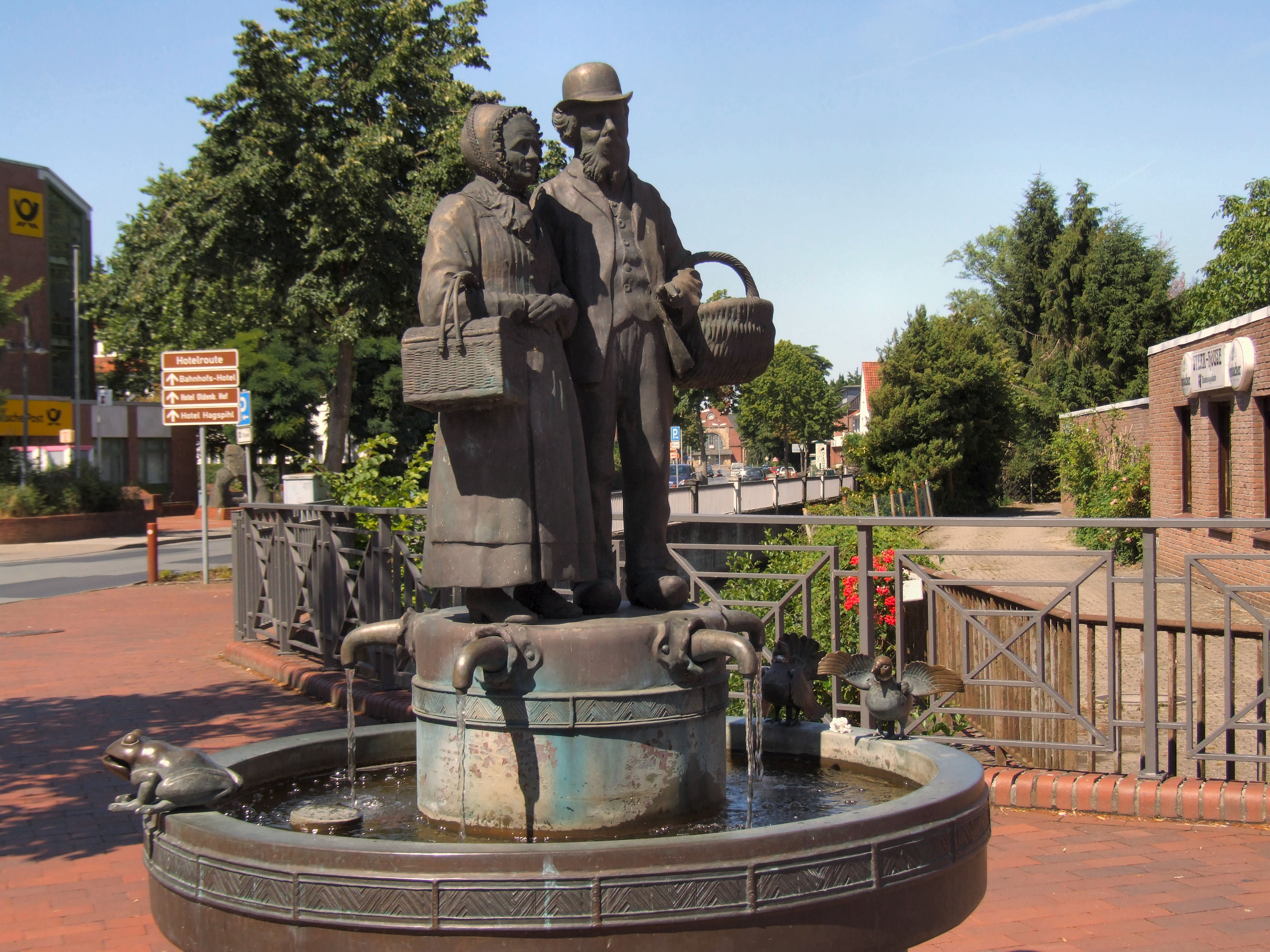
Kessen Ülk und Minchen-Brunnen

## Kessen Ülk und Minchen, die Unzertrennlichen
Das unzertrennliche Paar Kessen Ülk und Minchen, eigentlich Gerhard und Wilhelmine Kesse, waren Quakenbrücker Originale.
Die Unzertrennlichen wohnten in ihren letzten Lebensjahren im städtischen Armenhaus an der verlängerten Friedrichstraße und verdienten sich ihren Unterhalt mit Korbflechten. Ihre Waren priesen sie als Hausierer an, wobei sie von Tür zu Tür gingen und „einem guten Schluck nicht abgeneigt“ waren.
Ülk hatte seinen Spitznamen vielleicht seinem Körpergeruch zu verdanken, der als Landstreicher und Tagelöhner wohl auf Hygiene wenig Wert legte. „De stinkt as een Ülk“, er riecht wie ein Iltis, ist eine plattdeutsche Redewendung.
Ülk starb 1910, Minchen 1917. Sie wurden in Sozialgräbern auf dem evangelischen Friedhof beigesetzt. An der Kreuzung Lange Straße-St. Antoniort-Bahnhofstraße steht ein Brunnen, der ihnen gewidmet ist.